# Alena Sinkewitsch
Alena Aljaksejeuna Sinkewitsch (belarussisch Алена Аляксееўна Сінкевіч, * 16. Mai 1971 in Minsk) ist eine ehemalige belarussische Skilangläuferin.

## Werdegang
Sinkewitsch, die für den Dynamo Minsk startete, ging in der Saison 1992/93 erstmals im Weltcup an den Start. Dabei kam sie viermal in die Punkteränge und erreichte damit den 42. Platz im Gesamtweltcup. Ihre beste Platzierung bei den nordischen Skiweltmeisterschaften 1993 in Falun war der 26. Platz über 30 km Freistil. Im folgenden Jahr belegte sie bei den Olympischen Winterspielen in Lillehammer den 34. Platz über 5 km klassisch, den 33. Rang über 15 km Freistil und den 22. Platz über 30 km klassisch. Zudem errang sie dort zusammen mit Alena Piirajnen, Svetlana Kamotskaya und Ljudmila Didelewa den 14. Platz in der Staffel. In der Saison 1994/95 lief sie bei der Winter-Universiade 1995 in Candanchú auf den 11. Platz über 15 km Freistil und auf den achten Rang über 10 km klassisch. Ihr bestes Ergebnis bei den nordischen Skiweltmeisterschaften 1995 in Thunder Bay war der 22. Platz über 30 km Freistil. In der Saison 1997/98 kam sie im Weltcup dreimal in die Punkteränge. Dabei erreichte sie in Oslo mit dem zehnten Platz über 30 km klassisch ihr bestes Einzelergebnis im Weltcup und zum Saisonende mit dem 38. Platz im Gesamtweltcup ihr bestes Gesamtergebnis. Ihre besten Resultate beim Saisonhöhepunkt, den Olympischen Winterspielen 1998 in Nagano, waren der 14. Platz zusammen mit Svetlana Kamotskaya, Kazjaryna Antonjuk und Ljudmila Karolik in der Staffel und der 12. Rang über 30 km Freistil. In ihrer letzten aktiven Saison 1998/99 errang sie mit drei Platzierungen in den Punkterängen den 39. Platz im Gesamtweltcup. Ihre besten Ergebnisse bei den nordischen Skiweltmeisterschaften 1999 in Ramsau am Dachstein waren der 13. Platz mit der Staffel und der sechste Rang über 30 km klassisch.

## Erfolge

### Teilnahmen an Weltmeisterschaften und Olympischen Winterspielen

#### Olympische Winterspiele
- 1994 Lillehammer: 14. Platz Staffel, 22. Platz 30 km klassisch, 33. Platz 15 km Freistil, 34. Platz 5 km klassisch
- 1998 Nagano: 12. Platz 30 km Freistil, 14. Platz Staffel, 15. Platz 15 km klassisch, 21. Platz 10 km Verfolgung, 23. Platz 5 km klassisch

#### Nordische Skiweltmeisterschaften
- 1993 Falun: 26. Platz 30 km Freistil, 29. Platz 15 km klassisch, 33. Platz 5 km klassisch, 47. Platz 10 km Verfolgung
- 1995 Thunder Bay: 22. Platz 30 km Freistil, 36. Platz 10 km Verfolgung, 43. Platz 5 km klassisch, 44. Platz 15 km klassisch
- 1999 Ramsau am Dachstein: 6. Platz 30 km klassisch, 13. Platz Staffel, 35. Platz 15 km Freistil, 50 Platz 5 km klassisch

### Weltcup-Gesamtplatzierungen
| Saison  | Gesamt | Gesamt | Langdistanz | Langdistanz | Sprint | Sprint |
| Saison  | Punkte | Platz  | Punkte      | Platz       | Punkte | Platz  |
| ------- | ------ | ------ | ----------- | ----------- | ------ | ------ |
| 1992/93 | 24     | 42.    | -           | -           | -      | -      |
| 1993/94 | 14     | 46.    | -           | -           | -      | -      |
| 1994/95 | 9      | 60.    | -           | -           | -      | -      |
| 1997/98 | 42     | 38.    | 35          | 24.         | 7      | 64.    |
| 1998/99 | 49     | 39.    | 46          | 26.         | 3      | 75.    |